# Massimo Urbani
Massimo Urbani (Roma, 8 maggio 1957 – Roma, 23 giugno 1993) è stato un sassofonista contraltista italiano.
È considerato a livello internazionale uno dei maggiori interpreti italiani della storia del jazz.

## Biografia
Nasce a Roma nel 1957 dove vive nel quartiere di Monte Mario (parte del suburbio Della Vittoria, dai "nativi" condiviso come Monte Mario Alto, oppure piazza Guadalupe). Grazie al padre appassionato di jazz, inizia a studiare il clarinetto a 11 anni per poi passare al sassofono (prima tenore poi contralto). Viene notato da Mario Schiano e Marcello Melis grazie al talento e al suo stile che si rifà agli insegnamenti di Charlie Parker, Albert Ayler e John Coltrane. Nel 1973 appare per la prima volta al pubblico nell'album Sud di Mario Schiano. Segue come "uditore" il corso di Giorgio Gaslini al conservatorio musicale Santa Cecilia di Roma.
Nel 1974 suona nell'album Chiaro di Loy & Altomare; sempre nello stesso anno partecipa alla seconda edizione di Umbria Jazz dove conosce Sonny Stitt il quale gli sarà d'aiuto per la sua crescita musicale. Entra poi nella Collective Orchestra di Gaetano Liguori. 
Nel 1976 invitato da Enrico Rava negli Stati Uniti, dove frequenta delle jam sessions nei locali notturni con i migliori jazzisti presenti sulla scena di New York. Nel 1977 al Capolinea di Milano, incontra Alberto Alberti, celebre produttore bolognese col quale approda a varie iniziative e incontri fondamentali per la sua carriera; in quel periodo risalta nel panorama jazz attraverso incontri con i più quotati musicisti americani, fra i quali Chet Baker, Art Taylor, Lee Konitz, Sal Nistico, Jack DeJohnette, Art Farmer, Steve Grossman nonché Red Rodney, Lester Bowie, Jack McLean, Louis Hayes, Donald Byrd, Beaver Harris, Larry Nocella e Tony Scott, con alcuni dei quali realizza numerose incisioni fra le quali 360° Aeutopia (1979) album che lo consacra alla critica internazionale, vincendo il "18º premio della critica discografica per il jazz" (1980). 
Nel corso degli anni, la sua inquietudine però lo trascina verso una grave tossicodipendenza. 
Nel 1991 partecipa alla kermesse internazionale Jazz Bo, regalando una delle migliori performance a testimonianza del suo talento.
Muore a Roma a 36 anni, il 23 giugno 1993, per overdose di eroina. In sua memoria è stato istituito il premio Massimo Urbani.

## Discografia

### Album
- 1975 – Jazz a confronto 13 (Horo, 101 13)
- 1977 – Invitation (Philology, W 58.2)
- 1979 – 360° Aeutopia (Red Records, 146.2)
- 1980 – Dedications to A.A.&J.C.-Max's mood (Red Records, 160.2)
- 1981 – Go Max Go (Philology, W 187.2)
- 1983 – Max Leaps Inn di Massimo Urbani Jazz Quartet (con Tullio De Piscopo, Mike Melillo, Massimo Moriconi).
- 1984 – The urbisaglia concert (Philology, W 70.2)
- 1987 – Easy to love (Red Records, 208)
- 1987 – Duets improvisations for Yardbird (con Mike Melillo) (Philology W 4.2)
- 1988 – Urlo (Elicona, 3343-2)
- 1990 – Out of nowhere (Splasch, H 336)
- 1993 – The blessing (Red Records, 257.2)

### Partecipazioni ad album di altri musicisti
- 1973 – Sud di Mario Schiano (Splasch, H 501-2)
- 1973 – Favola pop di Giorgio Gaslini (Produttori Associati, PA/LP 48)
- 1973 – Jazz a confronto 5 di Giancarlo Schiaffini (Horo, 101 5)
- 1973 – Message di Giorgio Gaslini (Basf, X 23312)
- 1974 – Chiaro di Loy & Altomare (CBS)
- 1974 – Jazz a confronto 8 di Mario Schiano e Giorgio Gaslini (Horo, 101 8)
- 1974 – Jazz a confronto 14 di Enrico Rava (Horo, 101 14)
- 1976 – Collective Orchestra di Gaetano Liguori (PDU, PLD A 6051)
- 1978 – Laboratorio della quercia del Laboratorio della quercia (Horo, HDP 39-40)
- 1983 – GND di GND (RCA, PL 70056)
- 1984 – Live in Sanremo and in Pesaro con il Five For Jazz di Luigi Bonafede (Splasch, CD HP 01.2)
- 1986 – Via G.T. di Giovanni Tommaso (Red Records, 196.2)
- 1987 – Where extremes meet di Luca Flores (Splasch, H 123)
- 1988 – Chet in Italy di Chet Baker (Philology, W 81.2)